# Zonitis flavicrus
Zonitis flavicrus es una especie de coleóptero de la familia Meloidae.

## Distribución geográfica
Habita en Australia.